# Gérald Cottier
Gérald Cottier (22 maggio 1931 – 20 agosto 1979) è stato un cestista e dirigente sportivo svizzero.

## Carriera
Con la Svizzera ha disputato le Olimpiadi di Helsinki 1952 e due edizioni dei Campionati europei (1953, 1955).